# 裴之隱
裴之隱（?—?），河东郡闻喜县（今山西省运城市闻喜县）人，出自河东裴氏定著五房之一的东眷裴，隋朝、唐朝官员。
祖父裴澄，字静虑，北魏著作郎、谏议大夫、散骑常侍、金紫光禄大夫、汾州刺史，谥号文，父亲裴尼，西魏给事中、奉车都尉、通直散骑常侍，赠辅国将军、随州刺史。
裴之隐隋朝时担任侍御史、上仪同三司、驾宪二部侍郎、扶风郡河南郡二郡赞治，义宁二年（618年）五月十四戊午日，时任司農少卿的裴之隱，担任兼太尉，与使持節、兼太保、刑部尚書、光祿大夫、梁郡公蕭造奉隋恭帝璽綬于唐王李渊，李渊三讓而受。五月二十甲子日，李渊即皇帝位于太極殿，建立唐朝。裴之隱在唐朝担任太仆司农二少卿、武安郡太守、始州刺史、通直散骑常侍、梓州長史、益州长史、会稽县开国男，谥号安。其子裴希惇，裴希惇之孙裴巽。裴休为其五世孙，裴文德、裴澈为其六世孙。